# Kim Jŏng Gak
Kim Jŏng Gak, również Kim Jong Gak (kor. 김정각, ur. 20 lipca 1941) – północnokoreański polityk i dowódca wojskowy, wicemarszałek Koreańskiej Armii Ludowej (kor. 차수), minister sił zbrojnych KRLD od kwietnia 2012 roku do listopada 2012.

## Kariera
Kim Jŏng Gak urodził się 20 lipca 1941 roku w powiecie Chŭngsan (obecnie prowincja P’yŏngan Południowy). Absolwent Akademii Wojskowej im. Kim Ir Sena w Pjongjangu. Zanim doszedł do najwyższych urzędów w KRLD, w karierze wojskowej był m.in. dowódcą batalionu, zastępcą dowódcy korpusu, jak również dowódcą szkoleniowej jednostki wojskowej.
Jako trzygwiazdkowy generał (kor. 상장) od kwietnia 1992, w grudniu tego samego roku po raz pierwszy został członkiem Komitetu Centralnego Partii Pracy Korei, jednocześnie otrzymał również nominację na wiceministra sił zbrojnych KRLD.
Podczas 3. Konferencji Partii Pracy Korei 28 września 2010 roku został mianowany zastępcą członka Biura Politycznego oraz członkiem Centralnej Komisji Wojskowej Komitetu Centralnego Partii Pracy Korei, a także po raz kolejny zasiadł w samym KC. Tym samym Kim Jŏng Gak zasiadał w dwóch najważniejszych organach KRLD, sprawujących zwierzchnictwo nad armią – oprócz Centralnej Komisji Wojskowej była to nieistniejąca Komisja Obrony Narodowej KRLD, do której wszedł w kwietniu 2009 roku. Ponadto był ministrem sił zbrojnych KRLD. Stanowisko to objął 11 kwietnia 2012, w ramach decyzji następnej, 4. Konferencji PPK i pełnił tę funkcję do 29 listopada 2012. Wtedy także otrzymał pełnoprawne członkostwo w Biurze Politycznym KC PPK. Ze względu na przynależność do najważniejszych gremiów politycznych Korei Północnej (tak cywilnych, jak i wojskowych), jest uznawany za członka ścisłej elity władzy KRLD.
Awans na czterogwiazdkowego generała (kor. 대장) otrzymał w kwietniu 2002 roku, a na wicemarszałka (kor. 차수) – 15 lutego 2012 roku. W marcu 2007 roku został pierwszym wicedyrektorem Departamentu Politycznego Koreańskiej Armii Ludowej, zajmującego się politycznym nadzorem oraz sprawami kadrowymi w armii, a także polityczną edukacją wszystkich żołnierzy KAL.
Deputowany Najwyższego Zgromadzenia Ludowego KRLD, parlamentu KRLD, począwszy od X kadencji (tj. od września 1998 roku).
Po śmierci Kim Dzong Ila w grudniu 2011 roku, Kim Jŏng Gak znalazł się na wysokim, 24. miejscu w 233-osobowym Komitecie Żałobnym. Według specjalistów, miejsca na listach tego typu określały rangę polityka w hierarchii aparatu władzy.
Kawaler Orderu Kim Dzong Ila (luty 2012).